# Impatiens platysepala
Impatiens platysepala är en balsaminväxtart som beskrevs av Yi Ling Chen. Impatiens platysepala ingår i släktet balsaminer, och familjen balsaminväxter. Inga underarter finns listade i Catalogue of Life.